# Friedhofskreuz (Belin-Béliet)

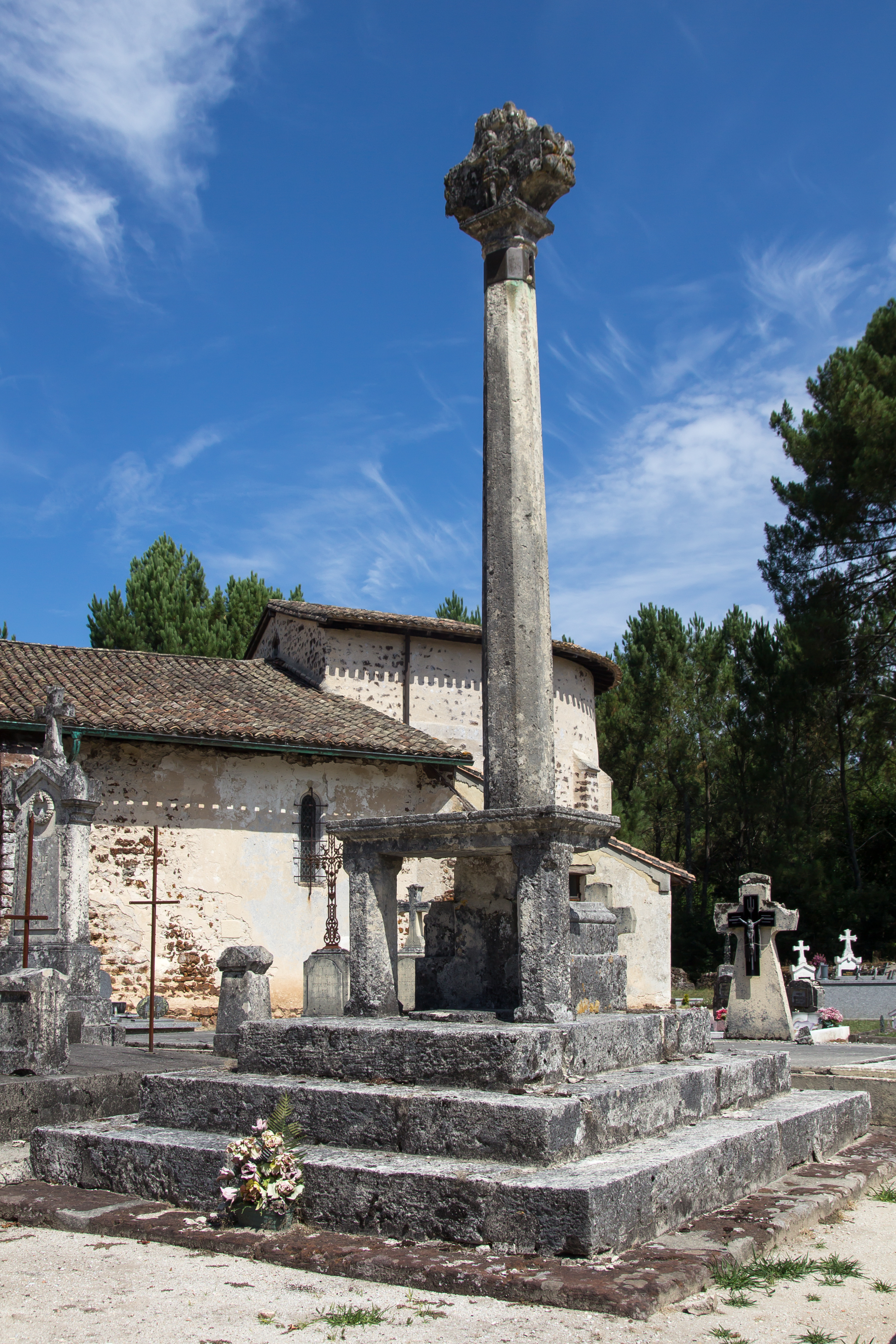
Friedhofskreuz in Belin-Béliet

Das  Friedhofskreuz im Ortsteil Mons von Belin-Béliet, einer französischen Stadt im Département Gironde in der Region Nouvelle-Aquitaine, wurde im 17. Jahrhundert errichtet. Im Jahr 1987 wurde das Kreuz als Monument historique in die Liste der Baudenkmäler in Frankreich aufgenommen.
Auf einem dreistufigen Sockel steht auf einer Basis der polygonale Schaft, auf dem das Kreuz angebracht ist. Auf einer Seite sind zwei über Kreuz liegende Schlüssel und auf der anderen Seite Jesus Christus dargestellt.